# جرمی مانزورو
جرمی مانزورو (انگلیسی: Jérémy Manzorro؛ زادهٔ ۱۱ نوامبر ۱۹۹۱) بازیکن فوتبال اهل فرانسه است.
از باشگاه‌هایی که در آن بازی کرده‌است می‌توان به باشگاه فوتبال آنورتوسیس فاماگوستا، باشگاه فوتبال آستانه، و باشگاه فوتبال استاد رنس اشاره کرد.